# Dominios Custodiados de Irán

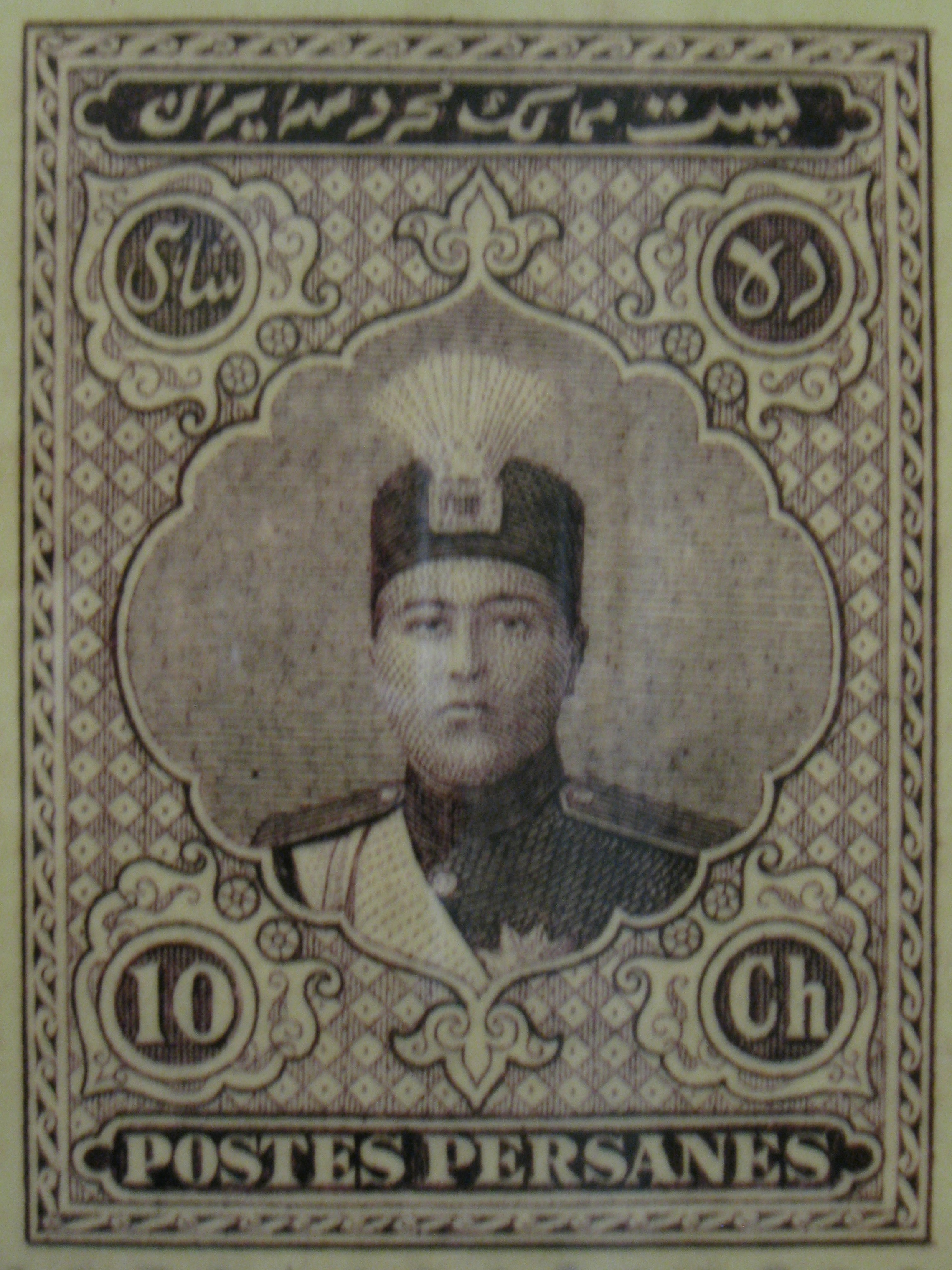
Sello de Ahmad Shah Qayar. El término "Dominios custodiados de Irán" es visible en la parte superior del sello

Dominios Custodiados de Irán (en persa: ممالک محروسهٔ ایران‎, Mamâlek-e Mahruse-ye Irân) fue el nombre común y oficial de Irán desde la era safávida, hasta principios del siglo XX. La idea de los Dominios custodiados ilustraba un sentimiento de uniformidad territorial y política en una sociedad donde la lengua, la cultura, la monarquía y el Islam chiita persas se convirtieron en elementos integrales de la identidad nacional en desarrollo.

## Otras lecturas
- Cronin, Stephanie, ed. (2013). Iranian-Russian Encounters: Empires and Revolutions since 1800. Routledge. ISBN 978-0415624336.

- Datos: Q17993985